# Lewitzer
Pour la chercheuse Saveros Lewitz, voir Saveros Pou.
Le Lewitzer (allemand : Lewitzer Scheke) est une race de poneys de sport originaire d'Allemagne de l'Est, créée à partir de 1971 par Ulrich Scharfenorth, à partir de croisements entre ponettes et chevaux, notamment de race Arabe. Les Lewitzer portent souvent une robe pie ou tachetée.

## Dénomination
Le nom original en allemand, enregistré dans la base de données DAD-IS, est Lewitzer, correspondant au nom en anglais repris par Bonnie Lou Hendricks, de l'université d'Oklahoma. Un autre nom rencontré en allemand est Lewitzer Scheke. L'auteure du guide Delachaux a choisi la graphie « Lewitz » en français.

## Histoire
Cette race est développée dans le Mecklembourg à partir de 1971 par Ulrich Scharfenorth, qui croise ses juments de race Shetland et Fjord, à des étalons de race Arabe, Trakehner et Pur-sang. L'objectif est l'obtention d'un poney de selle de qualité pour les enfants.
En 1997, l'effectif est de 270 sujets.

## Description

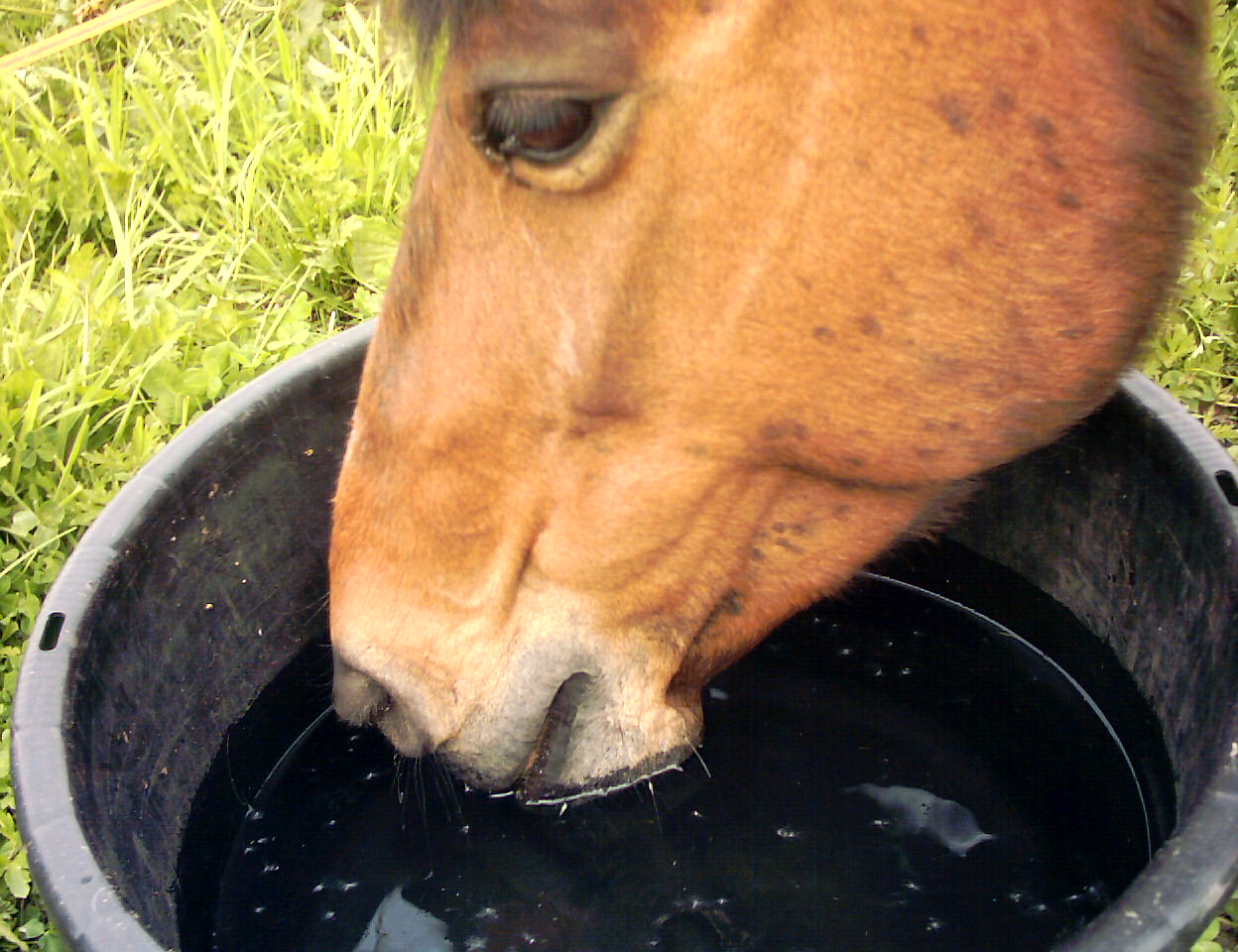
Détail de la tête d'un Lewitzer s'abreuvant.

Le dictionnaire de CAB International indique une fourchette de tailles de 1,12 m à 1,44 m. Le guide Delachaux, globalement moins fiable, indique 1,30 m à 1,48 m. Il existe trois catégories de taille chez ces poneys,. La première est réservée aux poneys toisant moins de 1,22 m, la seconde à la fourchette 1,22 m à 1,34 m, la troisième aux poneys toisant de 1,34 m à 1,44 m.
Sa tête présente un profil rectiligne ou faiblement concave, avec de grands yeux. Le garrot est sorti. Dos et croupe sont larges.
Le Lewitzer a fait l'objet d'une étude visant à déterminer la présence de la mutation du gène DMRT3 à l'origine des allures supplémentaire : l'étude de 20 sujets a permis de détecter la présence de cette mutation chez 7,5 % d'entre eux, et de confirmer l’existence de chevaux avec des allures supplémentaires (l'amble) parmi la race. 
La principale couleur de robe rencontrée est l'expression du pie, les poneys tachetés étant aussi acceptés ; ces deux robes sont les principales rencontrées chez la race, mais d'autres couleurs sont acceptées.
Une sélection est mise en place sur le tempérament.

## Utilisations

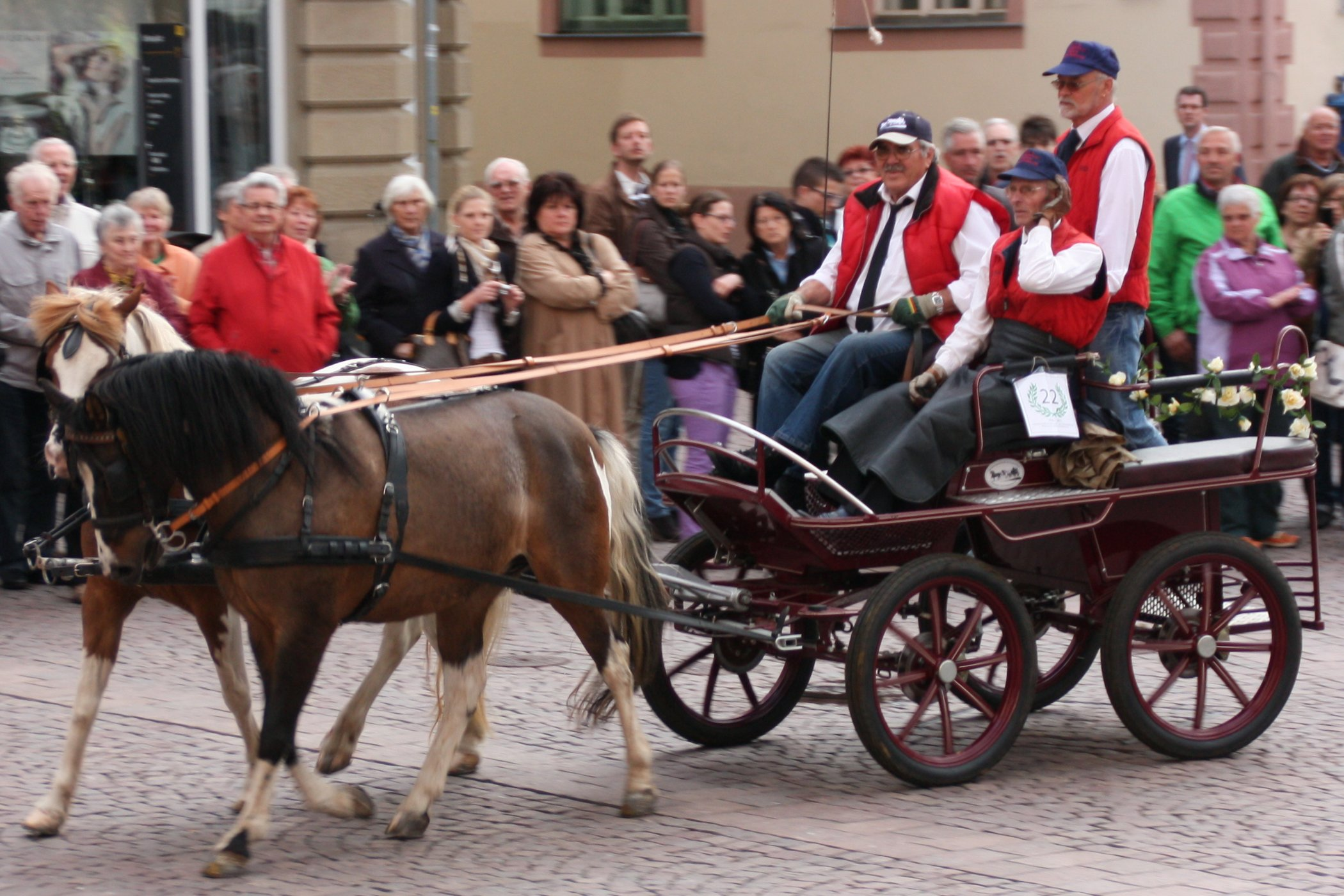
Lewitzer attelés au PfingstTunier 2013.

Ces poneys sportifs polyvalents sont appréciés en concours de saut d'obstacles et de concours complet sur poney. Il peut aussi être attelé, ou courir en compétitions d'endurance.

## Diffusion de l'élevage
Il est enregistré comme race locale native d'Allemagne, et reste méconnu à l'extérieur de ce pays.. Les principaux effectifs se trouvent dans le Mecklembourg et en Poméranie occidentale. Le Lewitzer est considéré comme une race rare en danger d'extinction (2019). En 2017, le cheptel enregistré en Allemagne est de 327 sujets, dont 267 juments et une soixantaine de mâles reproducteurs.